# 化学放射線療法
化学放射線療法（かがくほうしゃせんりょうほう、Chemoradiation therapy）は、がん集学的治療の1形態で、放射線療法の前後または同時期にがん化学療法薬を投与する治療法である。外科療法を同時に施行するものをアジュバント放射線療法（Adjuvant radiation therapy）と呼ぶ。

## 分類
各疾患や患者の病状に応じて併用の順序、放射線治療の線量や範囲、抗がん剤の用量が決定される。

### 連続併用
導入化学療法
化学療法を先行し、縮小した腫瘍に対して放射線治療を実施する。
補助化学療法
放射線治療を先行し、根治後に再発予防目的に化学療法を追加する。

### 同時併用
放射線治療効果を増強する。

### 交互併用
放射線治療と化学療法を交互に実施する。